# Nydia Licia
Nydia Licia, all'anagrafe Nidia Licia Pincherle (Trieste, 30 aprile 1926 – San Paolo, 12 dicembre 2015), è stata un'attrice, impresaria teatrale e scrittrice italiana naturalizzata brasiliana.

## Biografia
Nacque a Trieste in seno a una famiglia ebraica: nel 1938, a dodici anni, fuggì coi genitori in Brasile per sottrarsi alle leggi razziali.
Prima di diventare attrice collaborò con Pietro Maria Bardi alla fondazione del Museo d'arte di San Paolo.
Il suo percorso artistico ebbe inizio in teatro. Fu tra gli attori scritturati da Franco Zampari nel Teatro Brasileiro de Comédia, dove poté lavorare coi registi italiani Luciano Salce, Ruggero Jacobbi e Adolfo Celi. Nel 1950 sposò l'attore Sérgio Cardoso e con lui fondò la Companhia de Teatro Nydia Licia-Sérgio Cardoso. Quando poi i due si separarono, Nydia Licia creò una compagnia tutta sua, avendo anche modo di trasformarsi in impresaria teatrale. 
In seguito lavorò pure nel cinema e in televisione. Partecipò ad alcune telenovelas prodotte dalle emittenti TV Paulista, Rede Tupi e Bandeirantes: tra le produzioni di quest'ultima, si ricorda Nido di serpenti, dove le fu assegnato un importante ruolo. Ebbe inoltre modo di cimentarsi nel teleteatro di TV Cultura, emittente per la quale condusse anche il programma educativo Quem é Quem, andato in onda per quattro anni.
Dal 1992 fu insegnante di recitazione presso il Departamento de Rádio e Televisão da Escola de Comunicação della Fundação Armando Álvares Penteado.
Fu autrice di diversi libri, in particolare biografie di colleghi attori: quella su Raul Cortez le fece vincere il Premio Jabuti. 
Nydia Licia morì nel 2015, quasi novantenne, in un ospedale di San Paolo, per le complicazioni di un cancro al pancreas. 

## Vita privata
Dal suo matrimonio con Cardoso nacque una figlia, Sylvia.